# توت‌خوار سرسیاه
توت‌خوار سرسیاه (نام علمی: Carpornis melanocephala) نام یک گونه از تیره جواهرمرغ است.